# Severin Lederhilger

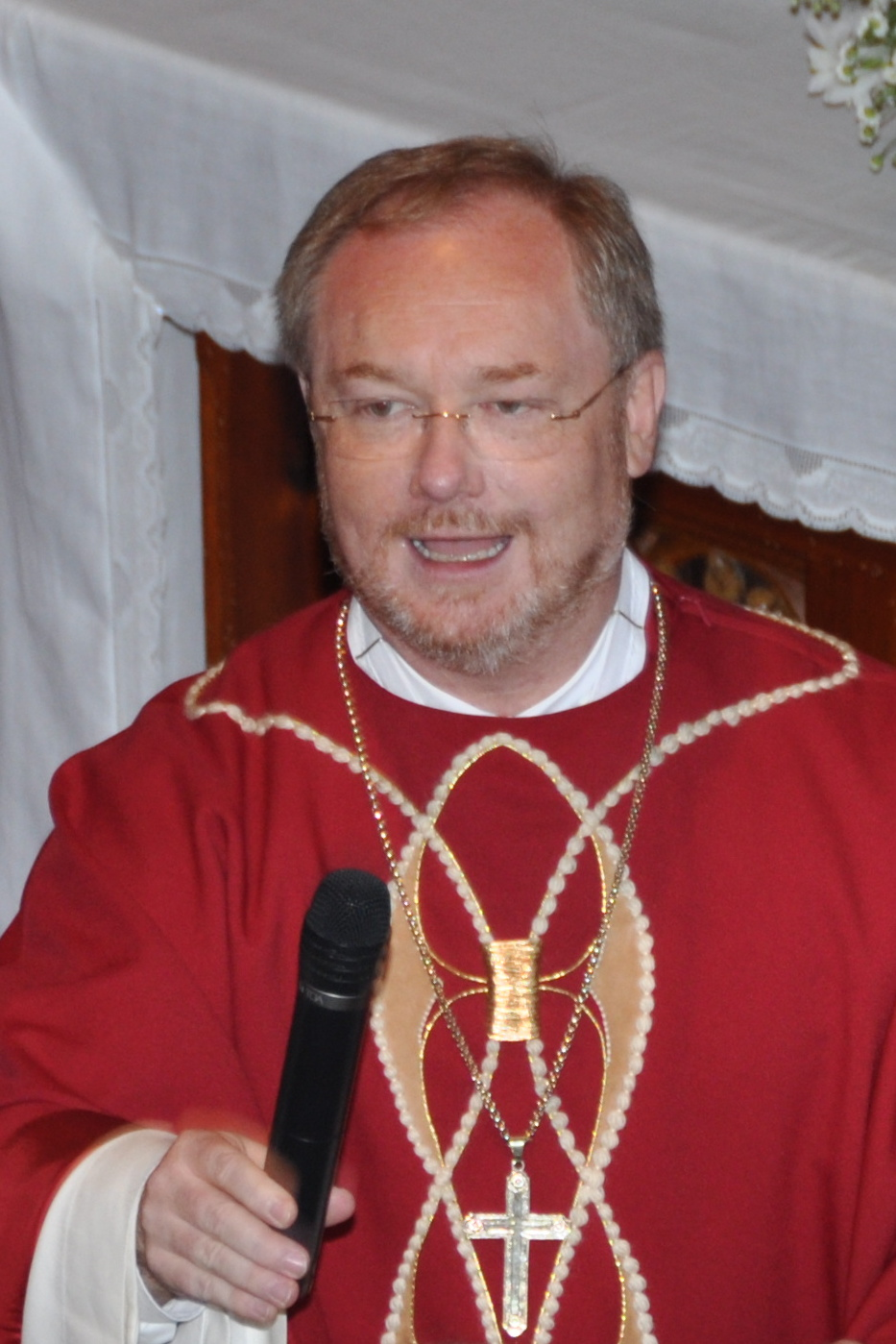
Severin Lederhilger (2011)

Severin Johann Lederhilger OPraem (* 23. Juli 1958 in Lenzing) ist ein österreichischer römisch-katholischer Priester. Seit 2005 ist er Generalvikar der Diözese Linz.

## Leben
Nach der Matura 1976 studierte Johann Lederhilger Rechtswissenschaften der an Universität Linz bis 1980. Danach studierte er in Linz und München von 1981 bis 1986 Theologie und von 1988 bis 1991 Kanonisches Recht an der Päpstlichen Lateranuniversität in Rom. 1982 trat er in das Prämonstratenser-Chorherrenstift Schlägl ein, wo er den Ordensnamen Severin annahm, und 1987 die Priesterweihe empfing. Ab 1990 war er in verschiedenen Positionen am Diözesangericht Linz tätig.
1993 wurde er ordentlicher Hochschul- bzw. Universitätsprofessor in Kirchenrecht an der Katholisch-Theologischen Privatuniversität Linz, wo er 1998–2000 und 2000–2002 die Aufgabe des Rektors, von 2002 bis 2006 die des Prorektors wahrnahm.
Bischof Ludwig Schwarz ernannte Lederhilger am 18. September 2005 zum Generalvikar der Diözese Linz und damit zum Nachfolger von Maximilian Mittendorfer, dessen Stellvertreter Lederhilger seit 2003 war.

## Mitarbeit in Gremien und Fachgesellschaften
- Ökumenische Kommission der Diözese Linz (1991–2005)
- Österreichische Theologische Kommission der Österreichischen Bischofskonferenz (seit 1994)
- Priesterrat der Diözese Linz (seit 1994)
- Arbeitsgemeinschaft Österreichischer Priesterräte (1994–2005)
- Redaktion der Theologisch-Praktischen Quartalschrift (1996–2005)
- Europäische Gesellschaft für Katholische Theologie (seit 1998)
- Erweiterte Bischöfliche Konsistorium der Diözese Linz (seit 1999)
- Redaktionskomitee der „Ökumenischen Sommerakademie“ Kremsmünster (seit 1999)
- Erweiterter Vorstand der Österreichischen Gesellschaft für Kirchenrecht (seit 1999)
- Definitorium des Prämonstratenserordens (2000–2006)
- Gesellschaft für das Recht der Ostkirchen (seit 2003)
- Komitee der Stiftung Pro Oriente (Sektion Linz) (seit 2003)
- Consociatio Internationalis Studio Iuris Canonici Promovendo (seit 2010)

## Auszeichnungen
- 2006 Ehrenkanonikus des Linzer Domkapitels
- 2003 Silbernes Ehrenzeichen des Landes Oberösterreich

## Publikationen
- Das Ius divinum bei Hans Dombois. Plöchl, Wien 1994, ISBN 3-901407-01-4.
- (Hrsg.): Franz Jägerstätter. Christ und Märtyrer. Bischöfl. Ordinariat der Diözese Linz, Linz 2007.
- (Hrsg.): Gott oder Mammon. Christliche Ethik und die Religion des Geldes. Lang, Frankfurt 2001.
- (Hrsg.): Die Marke „Gott“ zwischen Bedeutungslosigkeit und Lebensinhalt, Frankfurt 2008.
- (Hrsg.): Gerechtigkeit will ich. Christliche Provokation für die Ökonomie (LPTB 23), Frankfurt 2011
- (Hrsg.): Auch Gott ist ein Fremder. Fremdsein – Toleranz – Solidarität. 13. Ökumenische Sommerakademie Kremsmünster 2011, Linzer philosophisch-theologische Beiträge – Band 24, Frankfurt am Main 2012, ISBN 978-3-631-62142-4.
- (Hrsg.): Warum Leid?. Regensburg 2017 ISBN 978-3-7917-7123-6